# Костянтин Єзерський-Озерянець
Костянтин Єзерський-Озерянець (1891 — 17 вересня 1957, Клівленд) — український військовик та політичний діяч.
Служив в Легіоні українських січових стрільців, перебував у Володимир-Волинській станиці УСС. Упродовж 1918 року працював керівником Канцелярії Губернського комісаріату УНР на теренах Холмщини, Полісся й Підляшшя. Після захоплення міста польською армією потрапив до полону, утримувався в Берестейській цитаделі, звідкіля був визволений стараннями Української дипломатичної місії наприкінці 1919.
1920 року Костянтина Єзерського призначили керівником Канцелярії Української дипломатичної місії у Варшаві. Відтак працював секретарем при Міністерстві закордонних справ УНР у Тарнові. Після формальної ліквідації установ українського уряду у вигнанні повернувся до Львова, де дістав посаду в Океанській Транспортній Компанії. Одружився з Ганною Бігун, вчителькою українських шкіл на Львівщині, з котрою познайомився ще під час перебування у Бересті. В шлюбі народилася донька Олеся, яка пізніше одружилася з Костем Мельником. 
Після Другої світової війни Єзерський з родиною виїхав на еміграцію, спершу в Мюнхен, а потім до Клівленду в США.